# Ратне (Калінінградська область)
Ратне (рос. Ратное) — селище Гвардійського міського округу, Калінінградської області Росії. Входить до складу Зоринського сільського поселення.
Населення — 60 осіб (2015 рік).

## Населення
| 2002 | 2010 |
| ---- | ---- |
| 62   | ↘60  |